# Last Nite
«Last Nite» és una cançó de la banda d'indie rock americana The Strokes composta pel vocalista Julian Casablancas, publicada com a segon senzill del seu àlbum de debut Is This It. La pista fou la primera a entrar a les llistes americanes, assolint el top 5 de Modern Rock Tracks el 2001. Mentrestant, el senzill obtingué un èxit moderat al Regne Unit, culminant la 14a posició de la UK Singles Chart.
La cançó sovint és citada com una de les millors de l'any o de la dècada. La revista NME va arribar a classificar «Last Nite» com la cinquena millor cançó de tots els temps.

## Llistat de pistes
| 1. | «Last Nite»       | 3:15 |
| 2. | «When It Started» | 2:59 |

| 1. | «Last Nite»                     | 3:15 |
| 2. | «When It Started»               | 2:59 |
| 3. | «Last Nite (directe)»           | 3:27 |
| 4. | «Take It or Leave It (directe)» | 3:29 |